# Grieks-Orthodoxe Kerk
De Grieks-Orthodoxe Kerk of de Kerk van Griekenland (Grieks: Εκκλησία της Ελλάδος, Ekklēsía tês Helládos) is een van de vijftien autocefale oosters-orthodoxe kerken.

## Duiding van de term Grieks-orthodox
De term Grieks-orthodoxe kerk wordt, in de algemene zin, gebruikt om al de kerken van de Byzantijnse liturgie aan te duiden en meer specifieker:
- Oecumenisch patriarchaat van Constantinopel
- Grieks-orthodox patriarchaat van Antiochië
- Grieks-orthodox patriarchaat van Jeruzalem
- Grieks-orthodox patriarchaat van Alexandrië
- Grieks-Orthodoxe Kerk

Dit moet gezien worden in het kader van de specifieke geschiedenis van het christendom.
Het christendom ontstond in Jeruzalem maar verspreidde zich reeds snel in het hellenistische oostelijke deel van het Romeinse Rijk. Het Koinè Grieks was er de lingua franca. De christelijke geschriften, die later het Nieuwe Testament werden genoemd, zijn in het Grieks overgeleverd; ook de Septuaginta werd in het Grieks opgesteld. Aldus kan de vroege kerk judeo-helleens genoemd worden. Constantijn de Grote verklaarde bij het edict van Milaan dat het christendom toegestaan werd. Byzantium aan de Bosporus, later beter bekend als Constantinopel, werd de nieuwe hoofdstad van het rijk. Het Byzantijnse Keizerrijk kende een grote bloei zowel op economisch als op cultureel gebied. Grieks bleef de voertaal. Na het Grote Schisma van 1054 gingen de kerk van Rome en de kerken van het Oosten, waaronder die van Constantinopel, definitief uit elkaar. De oosterse kerken worden oosters-orthodoxe kerken genoemd. De "Griekse" voorgeschiedenis verklaart het foutieve gebruik van de term "Grieks-orthodox" of "Grieks-katholiek" wanneer oosters-orthodox, in het algemeen, wordt bedoeld.

## Ontstaan van de Kerk van Griekenland
De Kerk van Griekenland vormde zich in 1833 toen 36 Griekse bisschoppen zich onafhankelijk verklaarden van het Oecumenisch patriarchaat van Constantinopel en een Heilige Synode installeerden.
Het autocefale karakter van de Kerk werd door de Patriarch van Constantinopel erkend in 1850.
In de Griekse grondwet is de speciale positie van de Grieks-Orthodoxe Kerk vastgelegd. Haar religie is staatsgodsdienst sinds 1864.

## Huidige situatie
De Kerk van Griekenland wordt geleid door de aartsbisschop van Athene. Aartsbisschop Ieronymos volgde op 7 februari 2008 Christodoulos op, die eerder dat jaar was overleden.
De Kerk van Griekenland is onderverdeeld in 81 bisdommen. De bisdommen in het noorden van het Griekse vasteland en het noorden van de Egeïsche Zee, dertig in totaal, vallen indirect onder de jurisdictie van het Oecumenisch Patriarchaat van Constantinopel. Dit heeft tot gevolg dat het Oecumenisch Patriarchaat voorafgaand aan de benoeming van de bisschoppen in deze gebieden zijn goedkeuring moet verlenen. De bisdommen leggen echter verantwoording af aan de Heilige Synode van de Kerk van Griekenland. Het bisdom Kreta, het bisdom Dodekanesos en de monnikenstaat Athos op het schiereiland Chalkidiki leggen daarentegen wel rechtstreeks verantwoording af aan het Oecumenisch Patriarchaat van Constantinopel en maken geen deel uit van de kerk van Griekenland.

### Buiten Griekenland
De Grieks-orthodoxen in de diaspora vallen veelal onder de onmiddellijke jurisdictie van het Oecumenisch patriarchaat van Constantinopel. Dit geldt onder meer voor de Grieks-orthodoxe christenen in de Verenigde Staten, Australië en de rest van Europa. De Grieks-orthodoxen in de Benelux zijn georganiseerd in het aartsbisdom van België en het exarchaat van Nederland en Luxemburg.
De Grieks-orthodoxen hebben ook een sterke aanwezigheid in Israël, met name in de christelijke wijk van Jeruzalem waar al Grieken wonen sinds de tijd van Alexander de Grote. Zij vormen ongeveer 40% van het christendom (overige 60 % Arabische christenen) in Israël en zijn ook de belangrijkste particuliere grootgrondbezitters in dit land na de Joden. Deze gelovigen vallen onder de jurisdictie van het Patriarchaat van Jeruzalem. De Grieks-orthodoxen op het Afrikaanse continent vallen onder de onmiddellijke jurisdictie van het Patriarchaat van Alexandrië.

## Geünieerden
In 1911 bekeerde een klein deel van de Grieks-orthodoxen zich tot het katholicisme. Zij erkenden het primaatschap van de paus van Rome en vormen de Grieks-Katholieke Kerk. Men behield echter de eigen Goddelijke Liturgie in het klassiek Grieks. In 1932 kwam een exarchaat voor de republiek Griekenland tot stand. Hoofd is de exarch van de Grieks-Katholieke Kerk, sinds 2008 Dimitrios Salachas. Het aantal geünieerden schat men op ongeveer 5.000.